# Gustaf Claëson
Gustaf Albert Claëson, född den 12 juni 1830 i Stockholm, död den 12 mars 1921, var en svensk läroboksförfattare. Han var bror till Kristian Claëson.
Claëson, som var skolföreståndare i sin hemstad 1869–1885, utarbetade en Öfversigt af svenska språkets och litteraturens historia (1870; 4:e upplaga 1877), vilken utgjorde en fullständig omarbetning av Anders Herman Bjurstens arbete med samma namn och under ett årtionde var allmänt använd som lärobok. Claëson författade dessutom sin ovannämnde brors biografi och översatte bland annat Frederick William Robertsons predikningar (4 band, 1896–1904). Hans efterlämnade förmögenhet, omkring 160 000 kronor, överlämnades under namnet "Kristian Claësons fond för filosofiens studium" till Stockholms högskola, i främsta rummet för att upprätta en professur i praktisk filosofi.